# Metropolin
A Metropolin (héberül מטרופולין) egy izraeli indie rock és trip-hop zenekar, amelyet Ofer Meiri hozott létre 2005-ben.

## Az együttes tagjai
- Ofer Meiri (ének, billentyű)
- Barak Gabizon (ének)
- Dana Adini (ének)
- Roni Eltar (ének)
- Amitáj Aser (gitárok)
- Michael Frost (basszusgitár)
- Tomer Z. (dob)

## Lemezeik
- 2005 Metropolin
- 2007 Haszlil („A spirál”)

## Külső hivatkozások
- Az együttes honlapja
- A zenekar egy száma a YouTube-on (angol feliratozással)